# NOORderbierke
NOORderbierke is een Belgisch bier van hoge gisting.
Het bier wordt gebrouwen in Brouwerij Donum Ignis te Sinaai.
Het is een amberkleurig bier met een alcoholpercentage van 8,1%. Dit bier behaalde de vijfde plaats op het Zythos-bierfestival in 2011.